# Sander Loones
Pour les articles homonymes, voir Loones.
Sander Loones, né à Furnes le 26 janvier 1979, est un homme politique belge flamand, membre de la N-VA. 

## Biographie
Le 14 octobre 2014, il remplace Johan Van Overtveldt (nommé ministre fédéral) au parlement européen. 
Le 2 novembre 2018, il est proposé par son parti comme ministre fédéral de la Défense, en remplacement de Steven Vandeput et il prend ses fonctions le 12 novembre.
Le 9 décembre 2018, après seulement 27 jours en tant que ministre, Sander Loones est remplacé par Didier Reynders à la Défense, à la suite de la crise gouvernementale provoquée par le pacte mondial sur les migrations.
Il est conseiller communal de Coxyde depuis 2019 et député fédéral de juin 2019 à juillet 2024.
En juin 2024, il est élu membre du Parlement flamand et en juillet, désigné par cette assemblée pour siéger au Sénat. Il démissionne de sa fonction de sénateur le 30 novembre 2024.